# Freyneux
Freyneux est un village belge de la commune de Manhay située dans le nord de la province de Luxembourg.
Avant la fusion des communes de 1977, Freyneux faisait partie de la commune de Dochamps.

## Situation
Ce petit village ardennais se trouve à côté du village de Lamorménil implanté à l'ouest. Il se situe à 5 km au sud de Manhay.

## Description
Freyneux concentre ses anciennes fermettes en moellons de grès autour de l'église Saint-Isidore. L'environnement est constitué de prairies et de bosquets.

## Sources et liens externes
- Site de la commune de Manhay